# Gabriela Loran
Gabriela Loran (São Gonçalo, RJ, 18 de mayo de 1993) es una actriz brasileña y activista por los derechos de las personas transgénero. Fue la primera actriz trans en interpretar un personaje trans en la televisión brasileña (en "Malhação: Vidas Brasileiras", 2018). En 2023, recibió una nominación al premio a la Mejor Actriz en el Los Angeles Brazilian Film Festival (Festival de Cine Brasileño de Los Ángeles), por su papel de Paulinha en "O Último Animal", película de Leonel Vieira.
Gabriela Loran también es embajadora de L'Oréal Paris.

## Biografía
Gabriela Loran nació en São Gonçalo, una región metropolitana del estado de Río de Janeiro. Estudió Artes Escénicas en la Casa das Artes de Laranjeiras (CAL), donde descubrió que era transgénero, iniciando la transición a los 23 años. En ese momento, trabajó como dependienta de farmacia, camarera y realizó trabajos no remunerados como actriz.
En 2018, se unió al elenco de Malhação, donde interpretó el papel de la transexual Priscila, profesora de danza drag. Como ella misma reconoce, Malhação me abrió muchas puertas al ser la primera actriz trans en participar". Sin embargo, destaca que a pesar del título de "primera actriz trans en Malhação", "ser trans no define a Gabriela. Gabriela es plural".
En 2019 interpretó el papel de Paulinha, hija de un criminal, en la película luso-brasileña O Último Animal, dirigida por Leonel Vieira. La obra tuvo su primera exposición en el 50º Festival de Cine de Gramado, en 2022, y llegó a los mercados internacionales al año siguiente. Gabriela celebró su participación en la película por haber marcado varias "primicias" en su carrera: "fue mi primera protagonista, mi primera nominación, mi primera película internacional". O Último Animal se estrenó en los cines portugueses en noviembre de 2023, mes en el que la actriz fue nominada al premio a Mejor Actriz en el Los Angeles Brazilian Film Festival. La ganadora fue Vera Holtz. En Brasil, la película llegó a los cines recién en marzo de 2024.
Luego de participar en varias producciones del Canal Brasil, en 2021 le asignaron un papel destacado en la serie de Globoplay Arcanjo Renegado, donde interpretó a Giovanna, la jefa de gabinete de la presidencia de la Asamblea Legislativa de Río de Janeiro (Alerj). Al año siguiente, la actriz retomó el papel en la segunda temporada de la serie, regresando también en la tercera temporada, ya escrita por el guionista José Júnior.
En 2022, interpretó el papel de Luana, amiga y confidente de la protagonista Clarice en la telenovela Cara e Coragem, de la Rede Globo. La actriz también formó parte del elenco de la comedia Novela, coproducida por Porta dos Fundos con Prime Video, donde protagoniza junto a Monica Iozzi y Miguel Falabella.
En 2024, interpreta a Maitê en la telenovela Renascer de la Rede Globo.
Actualmente, Gabriela Loran cursa su segunda carrera, en psicología.

### Identidad y discriminación
Gabriela Loran es una activista por la visibilidad trans en los medios brasileños, pero enfatiza que conquistar este espacio no es suficiente:

Sólo combatiremos los prejuicios siendo vistas como protagonistas. Insisto en que tenemos personajes con carga dramática cuyo foco no es la identidad de género.

La actriz dice que nunca ocultó su orientación sexual, pero que antes de estudiar artes escénicas, "no sabía nombrar lo que era. El teatro fue un punto de inflexión en mi vida y me ayudó a emerger como siempre fui". Ella informa que al comienzo de su carrera sufrió prejuicios de diversas maneras, desde ser expulsada de los baños (de mujeres) hasta tener que interpretar a travestis caricaturescas. Aunque esta carga de transfobia ha disminuido con su exposición en los medios, sigue presente, destaca.
El 30 de enero de 2024, la actriz se sometió a una cirugía de reasignación sexual en Tailandia. Afirma que "desde pequeña siempre quiso ser mujer", pero por falta de información sólo pudo darse cuenta de esta posibilidad cuando vio a Roberta Close en el programa de Ratinho. Fue entonces cuando comprendió que existía la posibilidad de "convertirse en mujer", como ella misma dice. Recibió todo el apoyo de su familia por el procedimiento, pero también ataques en las redes sociales, luego de difundir un video donde aparece en el hospital, orinando por primera vez después de la reasignación. Ella dice que ya esperaba este tipo de reacción:

En cuanto al vídeo de pis, esperaba que se hablara de él y llegara a mucha gente porque estoy rompiendo barreras, tocando el tabú. Y, sin duda, esto para mí es muy potente porque quiero informar e informaré. Y si vine a este mundo fue, literalmente, para traer conocimiento y difundir amor. Entonces, contrarrestaré todo este odio y desinformación con conocimiento, información, alfabetización y amor.

## Filmografía

### Televisión
| Año       | Título           | Personaje       | Canal de televisión | Ref.   |
| --------- | ---------------- | --------------- | ------------------- | ------ |
| 2018      | Malhação         | Priscila        | Rede Globo          | [ 13 ] |
| 2020-2021 | Perdido          | Inayara Birigüi | Canal Brasil        | [ 13 ] |
| 2021-2023 | Arcanjo Renegado | Giovanna        | Globoplay           | [ 13 ] |
| 2022      | Cara e Coragem   | Luana           | Rede Globo          | [ 13 ] |
| 2023      | Novela           | Lucrécia        | Amazon Prime Video  | [ 13 ] |
| 2024      | Renascer         | Maitê           | Rede Globo          | [ 13 ] |

### Cine
| Año  | Filme           | Personaje | Ref. |
| ---- | --------------- | --------- | ---- |
| 2022 | O Último Animal | Paulinha  |      |